# Пергер, Хуго фон
Хуго фон Пергер (нем. Hugo von Perger; 12 февраля 1844, Вена — 28 декабря 1901, Вена) — австрийский химик и педагог. Сын художника Антона фон Пергера, брат композитора Рихарда фон Пергера.
Учился в венском Политехническом институте и в Венском университете, в том числе у Йозефа Редтенбахера. В 1866 году получил диплом учителя химии и физики, преподавал в школах. В 1876 году отправился для продолжения образования в Лейпцигский университет, где в 1878 году защитил докторскую диссертацию.
Преподавал в Кёнигсберге-на-Эгере, Брюнне, Рейхенберге. В 1887 году возглавил отдел химии Технологического музея в Вене. С 1895 года профессор химической технологии органических веществ Высшей технической школы в Вене, в 1897/98 и 1900/01 учебных годах декан отделения химической технологии, в 1898/99 учебном году ректор университета.
Занимался исследованием анилиновых красителей, антрахинона и антрацена.